# Euphaea hirta
Euphaea hirta là loài chuồn chuồn trong họ Euphaeidae (Epallagidae). Loài này được Hämäläinen & Karube mô tả khoa học đầu tiên năm 2001.